# Rovná u Hořepníku

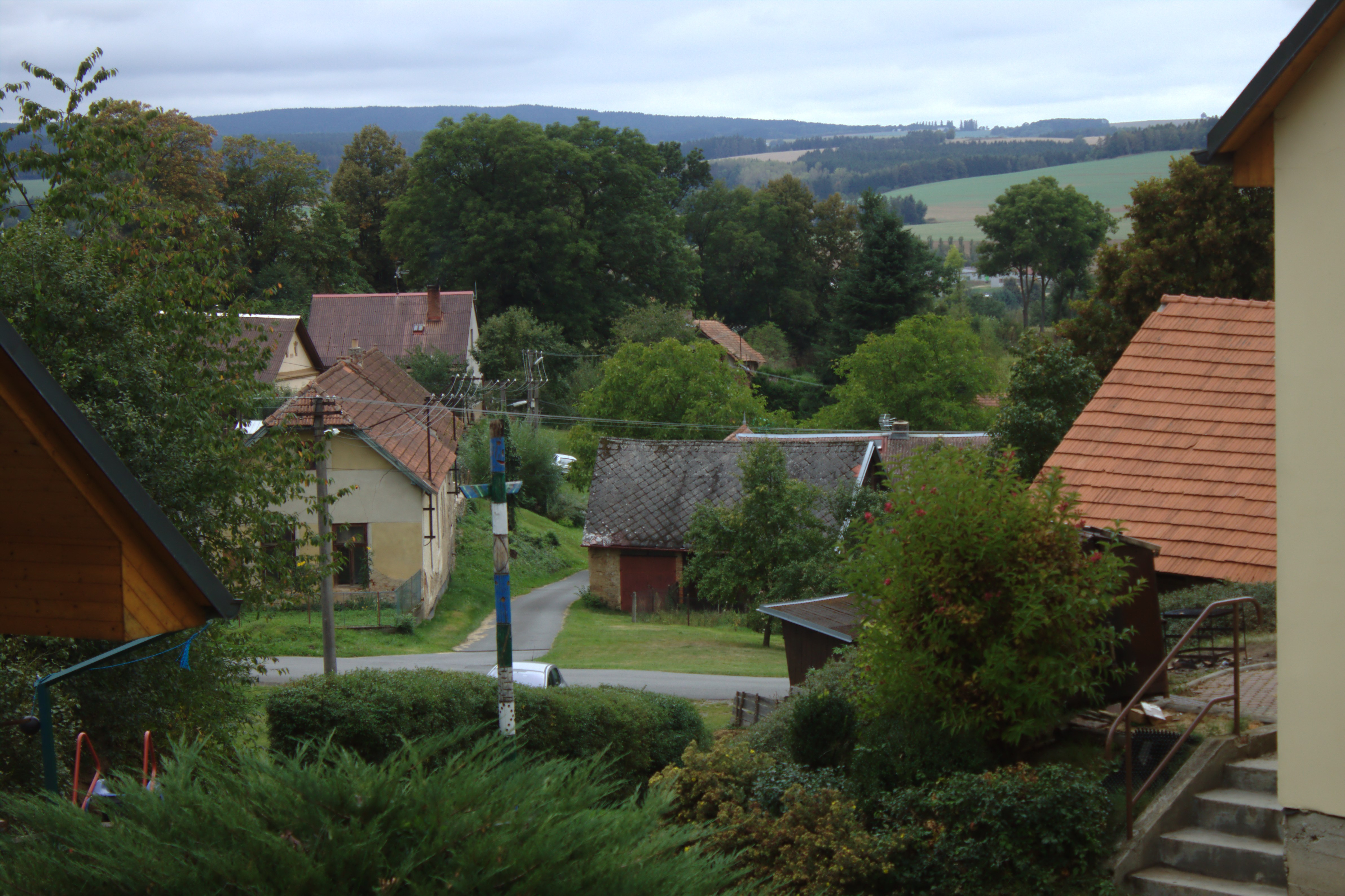
Rovná (2016)

Rovná (deutsch Rowna)  ist eine Gemeinde in Tschechien. Sie liegt 11 Kilometer nordwestlich von Pelhřimov und gehört zum Okres Pelhřimov.

## Geographie
Rovná befindet sich rechtsseitig über dem Tal der Trnávka am Ende eines steilen Seitentales. Östlich erhebt sich der Stráž (520 m) und im Süden die Čertova skála (609 m).
Nachbarorte sind Arneštovice im Norden, Křelovice im Nordosten, Červená Řečice im Osten, Zádolí und Milotičky im Südosten, Mašovice im Süden, Bořetice und Březina im Südwesten, Vítovice und Hořepník im Westen sowie Radějov im Nordwesten.

## Geschichte
Die erste urkundliche Erwähnung von Rovná erfolgte im Jahre 1352. Der Ort war ursprünglich Teil der dem Erzbistum Prag gehörigen Herrschaft Řečice gewesen und gelangte dann in den Besitz verschiedener Adelsgeschlechter. Rovná wurde Teil der Herrschaft Loutkov und später Hořepník.
Nach der Aufhebung der Patrimonialherrschaften bildete Rovná ab 1850 eine Gemeinde, zu der der Ortsteil Vítovice 2. díl gehörte. 1961 wurde der Ort nach Hořepník eingemeindet und ist seit dem 1. Januar 1992 wieder selbstständig.

## Gemeindegliederung
Für die Gemeinde Rovná sind keine Ortsteile ausgewiesen.

## Sehenswürdigkeiten
- ehemals gotische Pfarrkirche des Hl. Martin, später barockisiert